# Croton websteri
Croton websteri là một loài thực vật có hoa trong họ Đại kích. Loài này được M.J.Martinez Gordillo & J.Jiménez Ram. mô tả khoa học đầu tiên năm 1990.